# Sarcostigma
Sarcostigma es un género de plantas  perteneciente a la familia Icacinaceae. Es originario de Malasia. El género fue descrito por Robert Wight & George Arnott Walker Arnott y publicado en  Edinburgh New Philosophical Journal 14: 299, en el año 1833.

## Especies
- Sarcostigma surigaoensis Elmer
- Sarcostigma vogelii Miers
- Sarcostigma kleinii Wight & Arn.